# ساعت مولکولی
ساعت مولکولی  (بر اساس فرضیه ساعت مولکولی ) روشی است در تکامل مولکولی که از خصوصیات فسیلی و سرعت تغییرات مولکولی استفاده می کند تا زمان واگرایی (جدا شدن) دو گونه یا آرایه مختلف را در مقیاس زمان زمین‌شناسی استنتاج کند. این روش به منظور برآورد زمان وقوع گونه‌زایی یا گسترش تکاملی استفاده می شود. داده‌های مولکولی مورد استفاده برای این‌چنین محاسباتی معمولاً توالی نوکلئوتیدی برای دن‌آ یا توالی اسید آمینه برای پروتئین‌ها است. گاه به ساعت مولکولی نام ساعت ژنی  یا ساعت تکاملی  نیز می‌دهند.